# Mimosema rufa
Mimosema rufa là một loài bướm đêm trong họ Geometridae.